# Ernest John Moeran
Ernest John Smeed Moeran (31 de desembre de 1894 - 1 de desembre de 1950) va ser un compositor anglès l'obra del qual va estar fortament influenciada per la música popular anglesa i irlandesa de la qual va ser un col·leccionista assidu. La seva producció inclou peces orquestrals, concerts, obres de cambra i teclat, i una sèrie de cicles corals i de cançons, així com cançons individuals.
Fill d'un clergue, Moeran va estudiar al Royal College of Music amb Charles Villiers Stanford abans del servei a l'exèrcit durant la Primera Guerra Mundial, en què va ser ferit. Després de la guerra va ser deixeble de John Ireland, i ràpidament va establir una reputació com a compositor prometedor amb una sèrie d'obres ben rebudes. De 1925 a 1928 va compartir una casa de camp amb el compositor Peter Warlock⁣; l'estil de vida bohemi i el consum excessiu d'alcohol durant aquest període van interrompre la seva creativitat durant un temps i van sembrar les llavors de l'alcoholisme que marcaria negativament la seva vida posterior. Va reprendre la composició als anys 30 i va recuperar la seva reputació amb una sèrie d'obres importants, incloent-hi una simfonia i un concert per a violí. A partir de 1934, va passar gran part del seu temps a Irlanda, principalment a la ciutat costanera de Kenmare.
El 1945 Moeran es va casar amb la violoncel·lista Peers Coetmore, i per a ella va compondre diverses obres per a violoncel. El matrimoni no estava destinat a durar, i els últims anys de Moeran van ser solitaris. Va morir a Kenmare l'1 de desembre de 1950, després d'haver caigut a l'aigua després de patir una hemorràgia cerebral. Una segona simfonia va quedar inacabada en el moment de la seva mort. El compositor Anthony Payne va declarar que "Moeran va ocupar un lloc modest en la música del seu temps, però la seva tècnica meticulosament polida i preparada és insuperable entre els seus contemporanis britànics. Aquest mestratge és evident en la claredat de les seves textures i processos, així com en la magnífica sonoritat de la seva escriptura orquestral".

## Biografia

### Vida primerenca
Moeran va néixer el 31 de desembre de 1894 a la rectoria de Spring Grove, Heston, Middlesex, el segon fill d'un clergue anglo-irlandès, el reverend Joseph William Wright Moeran, vicari de St Mary's, Spring Grove, i Ada Esther Smeed, de soltera. Whall, que venia de Norfolk. Posteriorment, Joseph va servir a diverses parròquies rurals del sud i l'est d'Anglaterra, inclosa Salhouse a Norfolk, abans de la seva jubilació per motius de salut quan Ernest tenia 13 anys. La llar era culta; L'Ada era una pianista i cantant talentosa, i Ernest va començar les lliçons de música des dels cinc o sis anys. La seva educació inicial va ser sota una institutriu a casa seva, després de la qual, el 1904, va assistir a l'escola preparatòria de Suffield Park a Cromer. El 1908 va anar a l'escola Uppingham, on va estudiar música amb Robert Sterndale Bennett, net del compositor William Sterndale Bennett. Es va convertir en un pianista expert, i va aprendre el violí prou com per poder actuar en grups de cambra; també va començar a compondre. El 1913 va ingressar al Royal College of Music (RCM), inicialment com a estudiant de piano, però va passar a la composició amb Charles Villiers Stanford després del primer any. També es va convertir en membre de l'Oxford and Cambridge Musical Club, un organisme important entre els membres del qual incloïa Vaughan Williams, George Butterworth i Adrian Boult⁣; Parry i Elgar eren membres d'honor. Uns quants esbossos de composicions per a piano intentades en aquest període d'abans de la guerra sobreviuen en forma de manuscrit.

### Primera Guerra Mundial
Moeran tenia 19 anys quan els seus estudis a la RCM es van interrompre l'agost de 1914 per l'esclat de la Primera Guerra Mundial. Es va allistar com a pilot de motocicletes al 6è batalló (ciclista) del Royal Norfolk Regiment, i l'any següent va ser nomenat segon tinent. No va abandonar del tot les seves activitats musicals; a les fulles de Norfolk, va començar a col·leccionar música popular. A principis de 1917 la seva unitat va ser enviada a França, i el 3 de maig, durant la Segona Batalla de Bullecourt, va rebre una ferida al cap. Segons diversos relats, aquesta ferida va requerir una cirurgia d'emergència, inclosa la inserció d'una placa metàl·lica al crani, i diversos comentaristes han atribuït les inestabilitats i el comportament erràtic posteriors de Moeran, així com el desenvolupament de l'alcoholisme, a la cirurgia rudimentària i als efectes secundaris d'aquesta ferida. Tanmateix, altres proves suggereixen que la ferida era menys greu, que no calia cap placa metàl·lica i que es va recuperar ràpidament. De fet, l'agost de 1917, va interpretar una peça de piano molt exigent en un concert de Londres, cosa que indica que es trobava en un estat de forma raonable en aquell moment.
Després d'un període de convalescència, va tornar al servei militar i va assistir a la resta de la guerra a Irlanda, a Boyle, comtat de Roscommon, adjunt a una secció de transport de la Royal Irish Constabulary. Va utilitzar aquest període a Irlanda per relacionar-se amb les seves arrels irlandeses i va passar temps recollint cançons populars. A Londres, just abans del seu acomiadament de l'exèrcit el gener de 1919, Moeran va conèixer el compositor Arnold Bax, que el va descriure en aquella època "com un jove oficial tan encantador i guapo com es podia esperar".

### Compositor emergent
Després de la desmobilització el gener de 1919, Moeran va tornar a Anglaterra. Alguns relats informen que va ser breument emprat com a mestre de música a la seva antiga escola, Uppingham, però no hi ha proves de l'escola d'això. Sembla que va tornar a Irlanda durant un temps abans de reprendre els seus estudis a l'RCM, amb John Ireland. La seva associació amb el RCM no va durar gaire, però va continuar rebent classes de composició de John Ireland a títol privat. El biògraf de Moeran, Geoffrey Self, assenyala que, a partir d’aquest moment, "les principals influències presents a la seva música ja estaven establertes: el seu professor, el seu llegat irlandès i d’East Anglia, i el seu amor per l’Anglaterra rural".
Un subsidi de la seva mare va alleujar Moeran de la necessitat de guanyar-se la vida, i amb aquesta independència econòmica va poder dedicar el seu temps a l'estudi i la composició. L'Oxford & Cambridge Musical Club li va donar els mitjans pels quals es podien interpretar les seves obres. En cinc anys productius després del final de la guerra, va establir la seva reputació com a compositor amb un flux constant d'obres en diversos gèneres. Segons el crític Herbert Foss, aquestes primeres peces mostren una fluïdesa que sovint va estar absent en anys posteriors.  Inclouen nombroses cançons, una sèrie d'obres per a piano i cambra i, en un llenç més gran, els seus primers intents d'escriptura orquestral, la simfònica In The Mountain Country i dues Rapsòdies. Aquestes primeres peces orquestrals indiquen les influències de Delius i Vaughan Williams, però també demostren l'aparició d'una veu diferent i individual.
Durant aquest període, Moeran va recollir moltes cançons populars dels pubs rurals de Norfolk. La seva contribució a aquesta àrea de treball va ser reconeguda l'any 1923, quan va ser elegit membre del comitè de la Societat de Cançons Populars. A mesura que la seva reputació creixia, va formar importants amistats amb figures destacades de l'escena musical, entre les quals es trobava Hamilton Harty, que va dirigir una interpretació de la Segona Rapsòdia orquestral de Moeran i després va encarregar una simfonia al jove compositor. Moeran va lluitar amb aquest repte, però en aquesta etapa de la seva carrera no va poder fer-ho amb la seva pròpia satisfacció, i el projecte es va deixar de banda de moment. Una altra amistat important formada per aquesta època va ser amb l'escriptor, crític i compositor Philip Heseltine (més conegut pel seu pseudònim Peter Warlock), exacte contemporani de Moeran i com ell un prolífic compositor. Heseltine era un gran admirador de Moeran; en una ressenya de 1924 dels primers treballs d'aquest últim, va escriure: "No hi ha cap compositor britànic de qui puguem esperar amb més confiança obres de qualitat sòlida i duradora en els pròxims deu anys que de Jack Moeran; certament, no hi ha ningú de la seva edat que hagi aconseguit tant fins ara".

### Heseltine i Eynsford
L'amistat entre Moeran i Heseltine es va aprofundir i el 1925 van llogar una casa de camp a Eynsford a Kent, juntament amb l'artista Hal Collins. La casa de camp va atreure molts visitants del món musical i artístic, i aviat es va convertir en un centre de festes salvatges i altres extravagàncies, que implicaven un consum intens de begudes. El consum excessiu d'alcohol semblava tenir poc efecte en Heseltine, que continuava treballant de manera productiva, però el contrari passava amb Moeran, la creativitat del qual aviat va començar a patir. Li costava fer front a les distraccions que li proporcionava la cabana; la seva producció compositiva es va reduir i finalment va cessar del tot, i va abandonar l'escena musical de Londres, ja no va assistir a l'Oxford i Cambridge Musical Club. A més, estava caient en l'alcoholisme, i també estava sota l'encís de la personalitat més forta de Heseltine. Més tard, Moeran va admetre una pèrdua de fe en les seves habilitats, trobant que com més es retardava, més difícil era reprendre la feina.
Les poques obres realitzades durant els anys d'Eynsford (1925–1928) inclouen la seva col·laboració única amb Heseltine, una cançó per beure anomenada "Maltworms", escrita per a una representació en un festival de teatre al poble proper de Shoreham. Heseltine va escriure una melodia per a les dues primeres línies, Moeran va continuar amb les següents, i així successivament. Es van anotar parts per a la banda de música del poble, però en el cas que la cançó va ser retirada del festival i s'han perdut les parts de la banda, però una versió acompanyada de piano va sobreviure i es va interpretar al pub del poble.
Moeran va abandonar la casa el 1928, però els efectes del seu alcoholisme es van mantenir. L'agost de 1929 va ser multat amb 10 lliures pels magistrats de Watford per estar begut conduint un vehicle de motor; aquell mateix any va anar amb Heseltine i altres a França, aparentment per conèixer Delius. El viatge va degenerar en una borratxera, durant la qual Moeran es va desmaiar al carrer. Quan Heseltine va morir el desembre de 1930, probablement per la seva pròpia mà, Moeran va quedar devastat. Va escriure a la mare de Heseltine: "La seva pèrdua significarà per a mi una bretxa terrible quan torni a la vida normal i trobi que ja no hi és".

### Restabliment
Després de deixar Eynsford, Moeran va tornar a casa dels seus pares i va començar a reprendre la seva carrera com a compositor. No havia estat completament oblidat per l'establishment musical; el gener de 1930, el crític Hubert Foss va escriure una reavaluació de les primeres obres de Moeran, referint-se al "llarg silenci" del compositor, però mostrava esperança per al futur: "Es desitja que, a partir d'aquest corpus de primeres obres, es desenvolupi una ment simfònica que, amb intensitat de forma i d'expressió, ens ofereixi música autèntica a gran escala."
Un accident a principis de 1930 va provocar un període de convalescència que va oferir a Moeran l'oportunitat de reconsiderar el seu estil. A poc a poc, van sorgir noves obres: la Sonata per a dos violins (1930), el Trio de cordes (1931), dues peces orquestrals: L'ombra de Wythorne (1931) i Lonely Waters (1932). Una obra coral, Songs of Springtime, una col·lecció de set poemes isabelins, va seguir el 1933. L'ombra de Wythorne va ser escrita possiblement com a memorial de Heseltine. Diverses cançons, inclòs un cicle de sis cançons populars de Suffolk, van indicar la importància continuada de la música popular per a Moeran, i el 1931 es va incorporar al comitè de la Societat de Cançons Populars. També va escriure una mica de música sacra, a la qual donava poc valor: "aquesta tripa per a l'església", la va anomenar, i va afegir que només ho feia pels diners.
Moeran va portar una vida itinerant als anys 30, allotjant-se a les diferents cases dels seus pares o amb amics. Tanmateix, a mesura que avançava la dècada, es va interessar més per les seves arrels irlandeses, i va començar a passar bona part de l'any en una casa de camp de Kenmare, al comtat de Kerry, on es va convertir en una figura molt coneguda i popular; Arnold Bax va gravar un comentari local: "Si mai hi hagués un moviment per elegir un alcalde d'aquesta ciutat, Jack Moeran seria la primera opció de tothom". La pau que va trobar a la zona rural d'Irlanda el va inspirar a tornar, el 1934, al projecte simfònic abandonat durant molt de temps. Enmig d'aquesta creativitat creixent, Moeran va continuar experimentant problemes amb l'alcoholisme. El gener de 1935 va rebre l'ordre de passar nou mesos en una residència d'avis, després d'haver estat declarat culpable a Cambridge d'estar begut a càrrec d'un vehicle de motor. Això va interrompre però no va fer descarrilar el seu treball sobre la simfonia, que finalment es va completar el 1937 i va rebre la seva estrena el gener de 1938 al Queen's Hall, sota la direcció de Leslie Heward. Heward va continuar fent un aclamat enregistrament de la Simfònica amb l'⁣Orquestra Halle a finals de 1942.
Els anys posteriors a la representació de la simfonia van ser fructífers i van produir una sèrie d'obres significatives. Aquests inclouen el Concert per a violí (1937–41), escrit en gran part a Irlanda i reflectint fortes influències irlandeses; la suite madrigal Phyllida i Corydon (1939), possiblement influenciada per la música de Bernard van Dieren; la Rapsòdia en fa ♯ per a piano i orquestra (1943), escrita per a la pianista Harriet Cohen; la curta Overture for a Masque (1944), encarregada per l'⁣Entertainment National Service Association (ENSA); i la Sinfonietta (1944), inspirada en part en els turons del país fronterer gal·lès a Radnorshire, l'últim emplaçament de la casa familiar.

### Últims anys
Possiblement ja el 1930, Moeran havia conegut la violoncel·lista (Kathleen) Peers Coetmore. El 1943 van renovar el seu coneixement i es va desenvolupar una relació, que va inspirar dues de les obres últimes importants de Moeran: el Concert per a violoncel (1945) i la Sonata per a violoncel i piano (1947). Es van casar el 26 de juliol de 1945. Encara que el matrimoni va portar a Moeran una mica de felicitat i estabilitat inicials, les ambicions de Coetmore i les demandes dels seus serveis van fer que sovint estiguessin separats, i la relació es va fer cada cop més tensa. Moeran estava bevent molt, cosa que va provocar un major distanciament. El 1949, quan Coetmore va marxar per fer una llarga gira per Sud-àfrica, Austràlia i Nova Zelanda, el matrimoni va acabar efectivament.
Moeran va produir tres obres més tardanes: el Fantasy Quartet per a oboè i cordes (1946), escrit per a Leon Goossens⁣; l'orquestral Serenade in G (1948) i una col·lecció de cançons final, Songs from County Kerry (1950). Durant aquests anys, Moeran va lluitar per completar una segona simfonia, i encara que en va compondre gran part, se sentia repetidament insatisfet amb els resultats. El 1949 es trobava sota tractament per l’alcoholisme; la primera interpretació de la simfonia estava inicialment prevista per a la primavera d’aquell any, però es va posposar primer fins al 1950 i després un any més. El març de 1950, Moeran estava a Irlanda i va escriure a Coetmore sobre les seves esperances d’acabar la simfonia allà. Primer es va establir en un lloc prop de Dublín, però al juny ja havia tornat a Kenmare. En aquell moment, el seu estat mental era preocupant, i temia estar perdent el seny. No hi ha registres de més treballs sobre el projecte de la simfonia.
L'1 de desembre de 1950, durant una forta tempesta d'hivern, Moeran va abandonar la seva cabana i va caminar pel moll de Kenmare, on es va veure caure a l'aigua. El seu cos va ser recuperat; al principi es va pensar que s'havia ofegat, possiblement en un acte de suïcidi, però les proves mèdiques indicaven que havia patit una hemorràgia cerebral i havia mort abans d'entrar a l'aigua. Després d'un funeral ben assistit, va ser enterrat al cementiri de Kenmare.

## Música
Moeran va arribar tard en el cànon dels últims grans compositors britànics molt influenciats per la cançó popular i, per tant, pertany a la tradició lírica de compositors com Delius, Vaughan Williams i Irlanda. La influència de la natura i els paisatges de Norfolk i Irlanda també són sovint evidents en la seva música. Algunes de les seves peces orquestrals a més gran escala van ser compostes (o almenys concebudes) mentre Moeran caminava pels turons de l'oest d'Anglaterra, especialment a Herefordshire, i Irlanda, on la grandiositat de les serralades de Kerry el va inspirar molt. Moeran era capaç de transmetre una àmplia gamma d'emocions a través de la seva música i no tenia por d'escriure en un estil més fosc i dur quan ho considerava adequat. El seu estil és conservador però no mancat d'originalitat.
En l'època de Moeran, però, aquest estil ja es considerava una mica antic i mai va fer un gran avenç com a compositor malgrat l'èxit de l'ombrívola i sibeliana Simfonia en sol menor (1934–1937) que generalment es considera la seva obra mestra. La simfonia es considera, juntament amb la Simfonia núm. 1 de Sir William Walton, una de les dues simfonies més cohesionades i controlades provinents de les Illes Britàniques durant el període d'entreguerres. L'obra de Moeran demostra una sòlida forma sonata en el primer moviment, juntament amb una estructura harmònica que, en una primera anàlisi, pot semblar ortodoxa, però que en una anàlisi més profunda revela la dicotomia entre l'interval de la quinta (diatònic europeu) i l'interval de la quarta. Aquest últim, a més de completar la quinta europea, introdueix la dimensió irlandesa, on la quarta pot ser l'interval predominant.
Tot i que va rebre per primera vegada una atenció crítica favorable per la seva música de cambra i va continuar component obres significatives en aquest gènere, els seus grans èxits en general es troben entre les seves poques obres orquestrals a gran escala, com ara un Concert per a violí, un Concert per a violoncel, una Sinfonietta i una Serenata.
Moeran estava molt interessat en la música "folk" i va utilitzar una extensa col·lecció de cançons que havia anotat als pubs de Norfolk com a part del seu material creatiu. També va fer un gran ús de la música irlandesa. El material de Norfolk es pot intuir a les obres per a piano de principis dels anys vint. La influència irlandesa s'aprecia dins del segon moviment del Concert per a violí i més encara en el segon moviment del Quartet de corda en mi bemoll, així com en el Concert per a violoncel, amb fragments de música irlandesa, en particular "The Star of County Down" (també utilitzada per Vaughan Williams a les seves Five Variants of Dives i Lazarus), són evidents.
Una altra faceta de la música de Moeran és el madrigal. Va afirmar una vegada a un amic que, si mai fos arrestat i es veiés obligat a declarar la seva professió, hauria de dir que era madrigalista. Moeran era capaç d’una inventiva harmònica impressionant mentre treballava dins de la forma del madrigal: en Spring the Sweet Spring, les harmonies evolucionen des de les del madrigal fins a harmonies d'estil jazzístic, reminiscents de Duke Ellington; plenes de contradiccions i acords amb notes afegides. La Serenade, una obra orquestral, mostra harmonia madrigalista reelaborada per Moeran en un estil astringent, on patrons tonals i harmònics acerbs s'afegixen a la base madrigalista per produir una música d'una frescor i originalitat excepcionals que sens dubte col·loquen Moeran dins del gènere de la música inventiva del segle xx, més que en l'"Escola Pastoral Anglesa", que en si mateixa és, sens dubte, un terme erroni.
Encara que no va ser de cap manera un compositor prolífic per a l'església, els seus serveis en re i mi bemoll encara es fan avui.
Recentment, hi ha hagut més interès i molts enregistraments de les obres de Moeran, però algunes d'elles, com les cançons a poemes d' AE Housman i James Joyce, encara romanen relativament desconegudes.
Més de 40 dels seus manuscrits, inclòs el de la seva Segona simfonia inacabada en mi bemoll, van ser llegats per la seva vídua Peers Coetmore al Victorian College of the Arts, que ara forma part de la Universitat de Melbourne.
El director Martin Yates ha realitzat i completat la Simfonia núm. 2 a partir d'esbossos. L'octubre de 2011 es va publicar un enregistrament del treball amb Yates dirigint la Royal Scottish National Orchestra al segell Dutton Epoch (juntament amb la primera obertura basada en la simfonia en sol major i l'orquestració de Sarnia de John Ireland de la mateixa Yates).

## Obres seleccionades

### Simfòniques
- In the Mountain Country, impressió simfònica (1921)
- Rapsòdia núm. 1 en fa major (1922)
- Rapsòdia núm. 2 en mi major (1924; revisada el 1941)
- Dues peces per a petita orquestra (1931):  
  - Lonely Waters
  - Whythorne's Shadow
- Farrago, suite per a orquestra (1932)
- Simfonia en sol menor (1934–37; dedicada a Sir Hamilton Harty)
- Sinfonietta (1944; dedicada a Arthur Bliss)
- Obertura per a una màscara (1944; dedicada a Walter Legge)
- Serenata en sol major (1948)
- Simfonia núm. 2 en mi bemoll major – inacabada; completada pel director Martin Yates, 2011

### Concerts
- Concert per a violí (1942; escrit per Arthur Catterall)
- Rapsòdia núm. 3 en fa# major per a piano i orquestra (1943)
- Concert per a violoncel (1945; escrit per Peers Coetmore)

### Vocal
- Ludlow Town, cicle de cançons (1920)  
  - When smoke stood up from Ludlow
  - Farewell to barn and stack and tree
  - Say, lad, have you things to do?
  - The lads in their hundreds
- Seven Poems of James Joyce, (1929):  
  - Strings in the Earth and air
  - The merry green wood
  - Bright cap
  - The pleasant valley
  - Donnycarney
  - Rain has fallen
  - Now, o now, in this brown land
- Songs of Springtime, per a cor mixt (1934)
- Nocturne, per a baríton, cor i orquestra (1934; dedicat a la memòria de Frederick Delius)
- Phyllida and Corydon, per a cor mixt (1939)
- Four Shakespeare songs, (1940)  
  - The lover and his lass
  - Where the bee sucks
  - When daisies pied
  - When icicles hang by the wall
- Six Poems by Seumas O'Sullivan, (1944)  
  - Evening
  - The Poplars
  - A Cottager
  - The Dustman
  - Lullaby
  - The Herdsman
- Candlemas Eve Robert Herrick, per a quartet de veu masculina (1949)

### Música de cambra
- Trio per a piano en re major (1920)
- Quartet de corda en la menor (1921)
- Sonata per a violí en mi menor (1923)
- Sonata per a 2 violins en la major (1930)
- Trio per a violí, viola i violoncel en sol major (1931)
- Preludi per a violoncel i piano (1943, publicat el 1944, escrit per Peers Coetmore)
- Quartet Fantasia, per a oboè i cordes (1946)
- Sonata per a violoncel en la menor (1947; escrit per Peers Coetmore)
- Quartet de corda en mi bemoll (1949-50)

### Piano
- Tres peces (The Lake Island, Autumn Woods, i At a Horse Fair) (1919)
- Tema i variacions (1920)
- On a May Morning (1921)
- Stalham River (1921)
- Toccata (1921)
- Three Fancies (Windmills, Elegy, i Burlesque) (1922)
- Two Legends (Rune, i A Folk Story) (1923)
- Bank Holiday (1925)
- Summer Valley (1925)
- Two Irish Folk Songs (The White Mountain, i Irish Love Song) (1926, 1927)
- Berceuse (1933)
- Preludi en sol menor (1933)